# Rock Me Amadeus

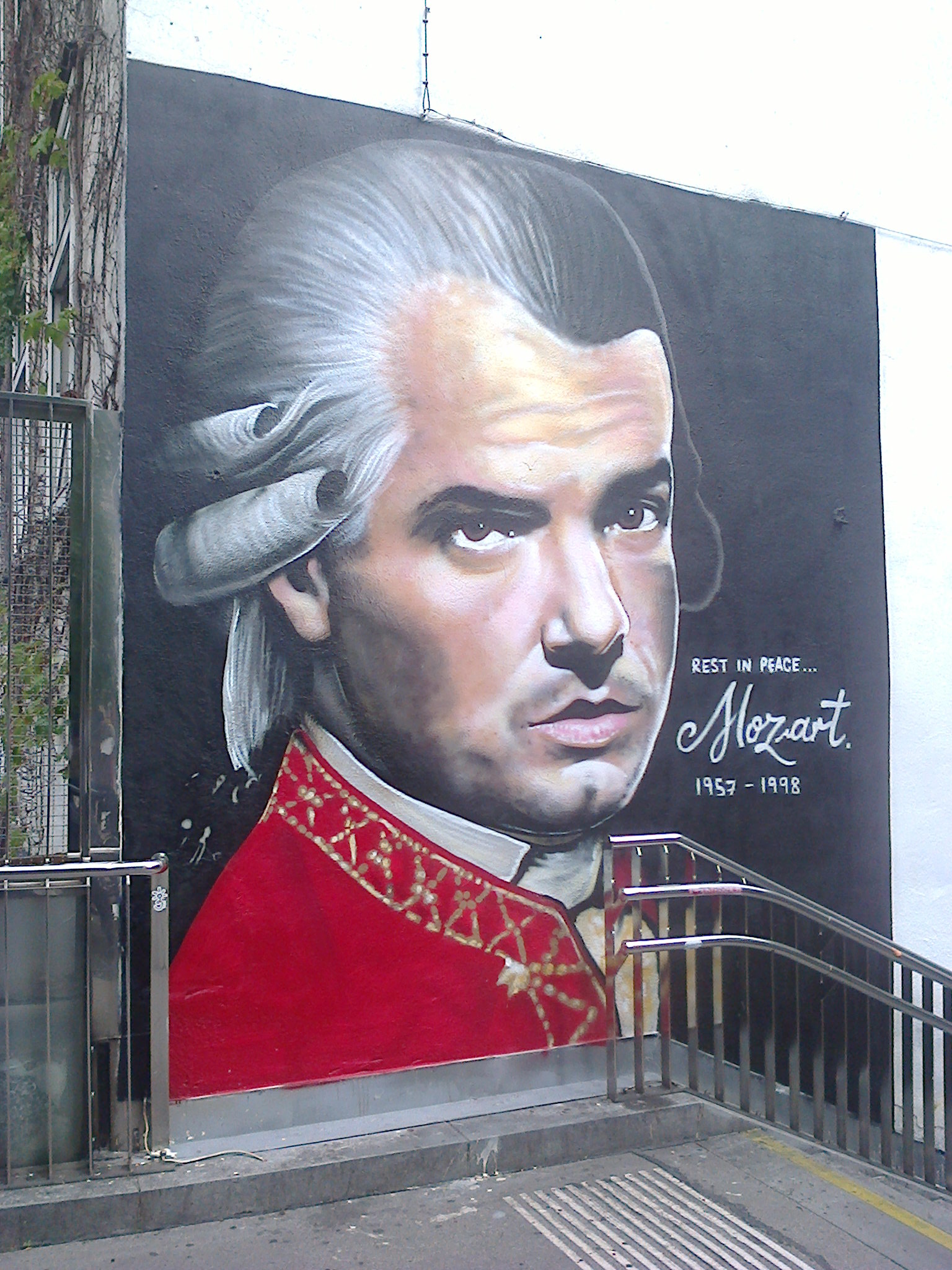
U-Bahn Kettenbrueckengasse Vienna Falco – Amadeus

„Rock Me Amadeus“ je skladba v žánru německé nové vlny od zpěváka a skladatele Falca. Singl z třetího studiového alba Falco 3 vystoupal na čelo hitparád v několika státech. Pro rakouského umělce se stal jediným, který vévodil žebříčkům ve Spojených státech i Spojeném království. Falco jej napsal s nizozemskou bratrskou dvojicí producentů Bolland & Bolland. Tato píseň zesměšňuje Wolfganga Amadea Mozarta.
V Německu byla píseň vydána 16. června 1985 labelem A&M Records. Umělec se stal prvním německy mluvícím interpretem, jenž ve Spojených státech dosáhl čela obou hlavních mainstreamových hitparád singlů – Billboard Hot 100 a Cash Box Top 100 Singles, premiérově 29. března 1986. Již před ním zaznamenala hit číslo jedna německá zpěvačka Nena se skladbou „99 Luftballons“, ovšem pouze na žebříčku Cashbox, zatímco na Billboard Hot 100 jí patřila druhá pozice. Ve Spojeném království figuroval „Rock Me Amadeus“ poprvé na čele Singles Chart Top 100 4. května 1986.

## Formáty a seznam skladeb
- 12" Maxi (GIG 6.20473 [de])[5]

1. „Rock Me Amadeus“ (verze Salieri) – 8:21
2. „Rock Me Amadeus“ (verze Salieri) – 4:25
3. „Urban Tropical“ – 3:51

- 7" Single (GIG 111 161 [at])[5]

1. „Rock Me Amadeus“ – 3:22
2. „Urban Tropical“ – 3:51

- 12" Maxi (GIG 666 161 [at])[5]

1. „Rock Me Amadeus“ – 7:07
2. „Urban Tropical“ – 7:26

## Hitparády
| Hitparáda (1985)                             | vrchol |
| -------------------------------------------- | ------ |
| Austrálie (Kent Music Report)                | 15.    |
| Flandry                                      | 2.     |
| Belgie (VRT Top 30)                          | 2.     |
| Jihoafrická republika (Springbok Radio)      | 1.     |
| Kanada (CHUM)                                | 1.     |
| Kanada (The Record)                          | 2.     |
| Francie (IFOP)                               | 79.    |
| Irsko                                        | 1.     |
| Itálie (FIMI)                                | 2.     |
| Německo                                      | 1.     |
| Nizozemsko                                   | 46.    |
| Nový Zéland                                  | 1      |
| Norsko                                       | 6.     |
| Polsko (LP3)                                 | 24.    |
| Rakousko                                     | 1.     |
| Spojené království (Official Charts Company) | 1.     |
| Španělsko (AFYVE)                            | 1      |
| Švédsko                                      | 1.     |
| Švýcarsko                                    | 2.     |
| US Billboard Hot 100                         | 1.     |
| US Billboard Hot Dance Club Play             | 4.     |
| US Billboard Hot R&B/Hip-Hop Singles         | 6.     |
| US Cash Box                                  | 1.     |

| Hitparáda (1985)                        | pozice |
| --------------------------------------- | ------ |
| Rakousko (Ö3 Austria Top 40)            | 5.     |
| Itálie (FIMI)                           | 18.    |
| Švýcarsko (Schweizer Hitparade)         | 5.     |
| Hitparáda (1986)                        | pozice |
| Austrálie (Kent Music Report)           | 69.    |
| Belgie (Ultratop 50)                    | 26.    |
| Kanada (RPM Top 100 Singles)            | 22.    |
| Jihoafrická republika (Springbok Radio) | 3.     |
| US Billboard Hot 100                    | 28.    |
| US Cash Box                             | 19.    |
| Kanadsko-americký mix '86               |        |
| Hitparáda (1986)                        | pozice |
| Nizozemsko (Dutch Top 40)               | 45.    |
| Nizozemsko (Single Top 100)             | 38.    |